# افزودنی حباب هواساز
در مهندسی عمران، به هر گونه ایجاد عمدی حباب‌های ریز هوا در بتن، دَربَرگیری هَوا و به ماده‌ای که برای این کار به کار می‌رود افزودنی حباب هواساز گفته می‌شود.
اضافه کردن مواد حباب‌ساز به بتن سبب تولید حباب‌های ریز هوا در داخل بتن و بین سنگ دانه‌ها می‌شود. این حباب‌ها باید پس از سخت شدن بتن یا ملات در آن باقی بمانند.

## مواد تشکیل دهنده افزودنی بتن حباب‌ساز
دیرگیرکننده‌ها که جزئی از مواد افزودنی بتن هستند برای کاهش فرایند آب‌گیری در بتن کاربرد دارند. معروفترین دیرگیرکننده بتن شکر است. تفاوت خاصی در مقاومت نهایی بتن در حالت استفاده از دیرگیرکننده و بدون آن وجود ندارد.

## کاریرد
- افزایش دوام بتن در برابر یخ بستن و ذوب شدن پیاپی
- مقاومت بتن در برابر پوسته شدگی سطح ناشی از یخ زداهای شیمیایی
- افزایش کارایی بتن و نفوذناپذیری بتن سخت شده به میزان زیاد
- افزایش میزان روانی بتن
- دادن حالت ارتجاعی و فنری به بتن
- کاهش جدا شدن دانه‌ها و آب انداختن بتن

## مواد حباب‌ساز
- چربی‌های طبیعی
- اسید استتاریک
- اسید اولئیک
- مواد کف کننده
- پودر آلومینیوم در مجاورت قلیایی‌ها
- ترکیبات شوینده